# Cîrpești, Cantemir
Cîrpești este un sat din raionul Cantemir, Republica Moldova.

## Demografie

### Structura etnică
Structura etnică a localității conform recensământului populației din 2004:
| Grup etnic                                               | Populație | % Procentaj  |
| -------------------------------------------------------- | --------- | ------------ |
| Băștinași declarați Moldoveni Băștinași declarați Români | 2494 26   | 98,31% 1,02% |
| Ruși                                                     | 5         | 0,20%        |
| Ucraineni                                                | 4         | 0,16%        |
| Găgăuzi                                                  | 3         | 0,12%        |
| Bulgari                                                  | 2         | 0,08%        |
| Alții                                                    | 3         | 0,12%        |
| Total                                                    | 2537      |              |

## Administrație și politică
Componența Consiliului local Cîrpești (11 consilieri), ales la 5 noiembrie 2023, este următoarea:
|  | Partid                            | Consilieri | Componență | Componență | Componență | Componență | Componență | Componență |
|  | --------------------------------- | ---------- | ---------- | ---------- | ---------- | ---------- | ---------- | ---------- |
|  | Partidul Social Democrat European | 6          |            |            |            |            |            |            |
|  | Partidul Acțiune și Solidaritate  | 5          |            |            |            |            |            |            |